# François Walthéry

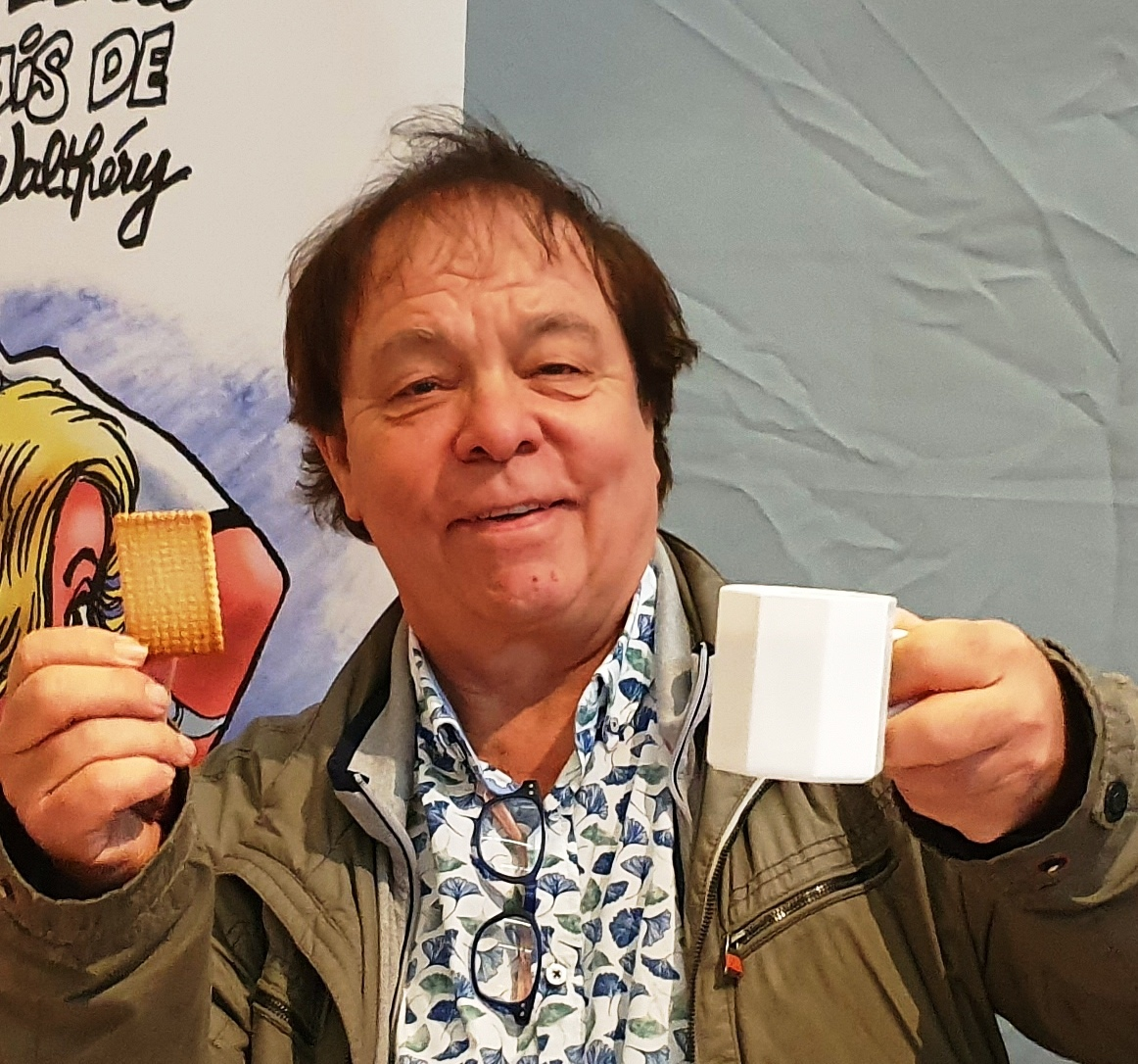
François Walthéry (2019)

François Walthéry (* 17. Januar 1946 in Agenteau bei Lüttich, Belgien) ist ein belgischer Comiczeichner.

## Werdegang
François Walthéry veröffentlichte seine erste Comicreihe Pipo et Compagnie nach Texten von Mittéï bereits im Alter von 16 Jahren in der Wochenzeitschrift Junior. Ein Jahr später bewarb er sich vergeblich beim bekannten Magazin Spirou. Mehr Erfolg hatte er beim Studio des Zeichners Peyo, wo er bald für die Dekors bei den Schlümpfen und Johann und Pfiffikus zuständig war. Hier verinnerlichte er die frankobelgische École Marcinelle bis ins Detail, sodass man ihm 1963 die Nachfolge Wills bei der Serie Jacky et Celestin übertrug.
Nach der Ableistung seines Militärdienstes (in Deutschland) übernahm er 1966 von Peyo die zeichnerische Gestaltung der Serie Benni Bärenstark. In der kommenden Zeit entwickelte Walthéry gemeinsam mit den Textern Roland Goossens und Yvan Delporte die Figur der Stewardess Natascha, mit der er seit 1970 über 20 erfolgreiche Alben gestaltete. Sie wurde seine mit Abstand bekannteste Schöpfung. In Deutschland erschien die lupenreine Semifunny-Serie zunächst unter dem Titel Katja bei Kauka, bis der Bastei Verlag sie 1984 unter dem Titel Natascha (französisch: Natacha) veröffentlichte. Danach erschienen deutsche Ausgaben bei Feest, Carlsen und seit 2004 bei Salleck-Publications.
Daneben veröffentlicht Walthery zwei weitere Funny-Serien mit hübschen Heldinnen. Zum einen hat er mit dem Zeichner Dragan de Lazare und dem Texter Mythic die Krimireihe Rubine um die gleichnamige Titelheldin entwickelt, von der seit 1993 bislang 14 Einzel- und vier Sammelbände erschienen sind, die auf Deutsch größtenteils vom Epsilon Verlag herausgegeben wurden. Zum anderen erscheint seit 2000 die bereits 1994 mit dem Texter Fritax ersonnene Serie Ich, die Sexbombe (französisch: Une femme dans la peau), die in Deutschland beim B & L Verlag mit bislang vier Bänden erschienen ist. Schließlich sind noch die sechsbändige Serie Der kleine Nickel (französisch: Le p’tit bout d’chique, zwei Bände davon auf Deutsch erschienen beim Carlsen Verlag), die zweibändige Reihe Der alte Blaue (französisch: Le Vieux bleu, Band 1 auf Deutsch bei Salleck-Publications) und die 2015 gestartete Serie Die Fliegerin (französisch: L’Aviatrice, auf Deutsch bei Salleck-Publications) zu erwähnen.